# Reakcja Fola
Reakcja Fola – reakcja charakterystyczna umożliwiająca identyfikację aminokwasów zawierających w łańcuchu bocznym grupę hydrosulfidową (–SH) (cysteina) lub wiązania dwusiarczkowe (–S–S–) (cystyna).
Reakcja przebiega dwuetapowo. Pierwszy etap to rozkład badanej substancji w środowisku zasadowym w podwyższonej temperaturze. Jeśli próbka zawierała siarkę, to przechodzi ona w jon siarczkowy S2−, np.:
Następnie reaguje on z jonami Pb2+ pochodzącymi np.  z octanu ołowiu(II) tworząc czarny osad siarczku ołowiu(II) PbS:
Na2S + (CH3COO)2Pb → 2CH3COONa + PbS↓
Reakcja Fola nie daje pozytywnego wyniku dla metioniny, w której siarka występuje w ugrupowaniu tioeterowym, C−S−C.